# Тривиум
 Тази статия е за групата образователни дисциплини.  За американската рок група вижте Тривиум (група).  
В средновековните университети понятието тривиум (на латински: trivium) обхваща трите основни предмета: граматика, логика и реторика. Думата на латински означава „трите пътя“ („трите пътеки“) – основа на средновековното обучение по свободни изкуства (artes liberales).

## Описание
Граматиката е строежът на езика (по това време латински); логиката е науката за мислене и анализиране; реториката е изкуството на езика да инструктира и убеждава. Тривиумът е подготовка за квадривиума (quadrivium) – аритметика, астрономия, музика, геометрия. Обединяването на тривиума с квадривиума представлява седемте хуманитарни науки в класическото учение.